# Accidente geográfico

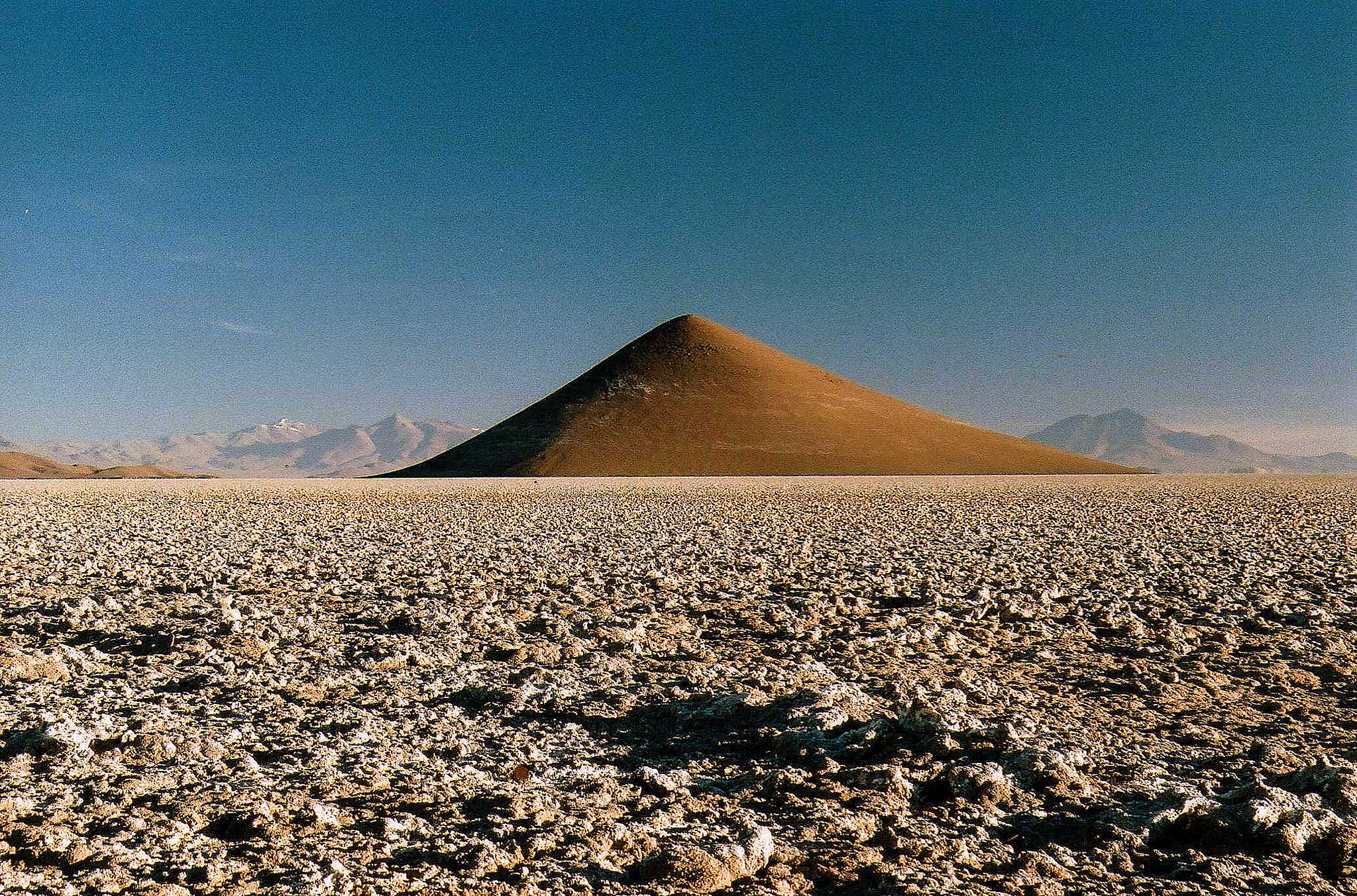
Cono de Arita en Salta (Argentina).

Un accidente geográfico es una unidad geomorfológica. También podemos definirlo como una de las diferentes formas que tiene el terreno de la Tierra. Los accidentes geográficos se clasifican por características tales como elevación, pendiente, orientación, estratificación, formación rocosa y tipo de suelo. Ejemplos de accidentes geográficos son los montes, acantilados, valles, (etc). Los océanos y continentes son los accidentes de orden máximo. Los elementos de los accidentes geográficos son aquellas partes que pueden identificarse en ellos, observándose en varios de ellos. Los elementos genéricos de los accidentes geográficos se pueden extraer de un modelo de elevación digital usando algunas técnicas automáticas o semiautomáticas en las que los datos han sido recopilados por satélites modernos y cámaras de vigilancia aérea estereoscópicas.
La mayoría de las investigaciones relacionadas con la formación de la superficie de la Tierra se adhieren a ciertos principios o suposiciones. El primero de ellos es el uniformismo, es decir, la conclusión de que las reglas válidas en el presente también eran válidas en el pasado, por lo que los procesos deberían haber procedido de la misma manera; dado que esta afirmación no se aplica a todos los casos, es necesario tener cautela al invocar este principio. El segundo supuesto es un sistema de equilibrio , que es la conexión de un conjunto de factores de control para controlar ciertas condiciones (naturales). Estos factores establecen un equilibrio natural, y cuando intervienen factores externos y se produce la consiguiente alteración del equilibrio, se desencadena una reacción en cadena de ajuste de los factores de control para restablecer el equilibrio. Se trata por tanto de una reacción negativa del sistema, es decir, de una tendencia hacia el restablecimiento del equilibrio. El tercer supuesto, que suele estar presente en los estudios sobre la formación de la superficie de la Tierra, es el opuesto del anterior, es decir, la reacción positiva del sistema al cambio ambiental.
Los accidentes geográficos elementales son las divisiones homogéneas más pequeñas de la superficie terrestre, a una escala y resolución dadas. Son zonas con propiedades morfométricas relativamente homogéneas, limitados por líneas de discontinuidad. Una meseta y/o colina puede observarse a diversas escalas entre pocos cientos de metros hasta cientos de kilómetros. Por tanto, la distribución espacial de los accidentes geográficos es a menudo difusa y dependiente de la escala, como en el caso de los suelos y estratos geológicos.
Varios factores, desde la tectónica de placas a la erosión y la sedimentación, pueden generar y alterar accidentes geográficos. Factores biológicos también pueden influir en ellos, como es el caso de las plantas en el desarrollo de las dunas y los saladares y de los corales y algas en la formación de arrecifes.
Muchos de los términos no se aplican únicamente a características de la Tierra, pudiendo ser utilizados para describir características de la superficie de otros planetas y objetos parecidos en el universo.
Una primera consideración metodológica divide ala geografía en general o universa y regional o zonal.

## Jerarquía de clases

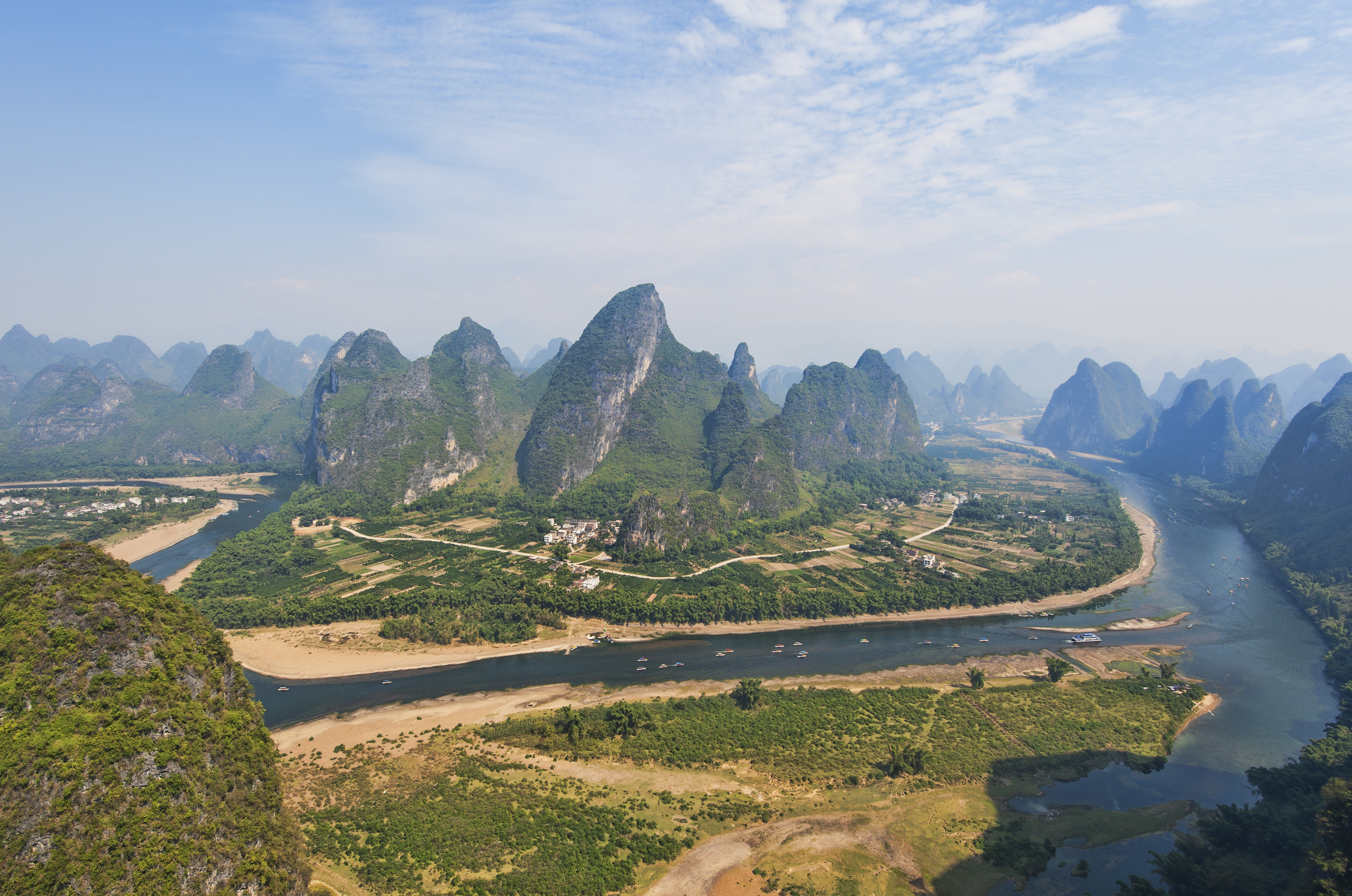
Torres kársticas formas del terreno a lo largo del Río Lijiang, Guilin, China.

Océanos y continentes ejemplifican las formas del terreno de más alto nivel. Los elementos del relieve son partes de un relieve de alto nivel que pueden identificarse y definirse sistemáticamente, como las cimas de las colinas, los hombros, las laderas, las pendientes y las laderas traseras.
El terreno (o relieve) es la tercera dimensión o dimensión vertical de la superficie terrestre. La topografía es el estudio del terreno, aunque la palabra se utiliza a menudo como sinónimo del propio relieve. Cuando el relieve se describe bajo el agua, se utiliza el término batimetría. En cartografía, se utilizan diferentes técnicas para describir el relieve, incluyendo curvas de nivel y red irregular triangulada.
| Orden   | Accidentes geográficos                      |
| ------- | ------------------------------------------- |
| Primero | Continentes y Oceanos                       |
| Segundo | Montañas, Llanuras, Mesetas                 |
| Tercero | Valles, Picos, Cascadas, Dunas, Lagos, etc. |

Las formas del terreno  (segmentos, facetas, unidades de relieve) son las divisiones homogéneas más pequeñas de la superficie terrestre, a la escala/resolución dada. Son áreas con propiedades morfométricas relativamente homogéneas, delimitadas por líneas de discontinuidad. Una meseta o una colina pueden observarse a distintas escalas que van desde unos cientos de metros hasta cientos de kilómetros. Por tanto, la distribución espacial de las formas del relieve suele depender de la escala, como ocurre con los suelos y los estratos geológicos.
Una serie de factores, que van desde la tectónica de placas hasta la erosión y la deposición, pueden generar y afectar a los accidentes geográficos. Los factores biológicos también pueden influir en los accidentes geográficos; por ejemplo, hay que tener en cuenta el papel de la vegetación en el desarrollo de los sistemas de dunas y marismas, y la labor de los corales y las algas en la formación de los arrecifes.
Las formas de la tierra no incluyen los elementos creados por el hombre, como los canales, los puertos y muchos puertos; ni los accidentes geográficos, como los desiertos, los bosques y los pastizales. Muchos de los términos no se limitan a referirse a las características del planeta Tierra, y pueden utilizarse para describir las características de la superficie de otros planetas y objetos similares en el Universo. Algunos ejemplos son las montañas, las colinas, los casquetes polares y los valles, que se encuentran en todos los planetas terrestres.
El estudio científico de las formas del terreno se conoce como geomorfología.
En la terminología onomástica, los topónimos (nombres propios geográficos) de los objetos individuales del relieve (montañas, colinas, valles, etc.) se llaman orónimos.

## Factores geomorfológicos
Es obvio que la formación del relieve y sus propiedades dependen de tres categorías de factores: energía, material y tiempo.

### Factor de energía
El factor de energía son las fuerzas. Como factor activo, las fuerzas se denotan con el término colectivo agente. Según su origen, se dividen en fuerzas internas, endógenas y externas, exógenas.
Las fuerzas endógenas provocan movimientos tectónicos y magmáticos. Los movimientos tectónicos, que se manifiestan como epigénesis y/o orogénesis y los movimientos magmáticos expresados a través del vulcanismo y el plutonismo, son importantes para la conformación del relieve. Existen tres tipos de movimientos tectónicos que considerar, al hablar de formación de relieve, definidos según el movimiento de los límites de las placas tectónicas:
- Con límites constructivos o divergentes: a través de la abducción (separación de las placas tectónicas) las placas se separan y permite el ascenso de magma desde la astenosfera y forma nuevos relieves.
- Con límites convergentes o de subducción: las placas chocan entre ellas, lo que lleva a la subducción de la placa con menor densidad y genera la elevación del terreno o la formación de islas.
- Con límites transformantes: Son placas que se mueven paralelamente en sentido contrario, lo que genera un relieve fallado y elevada sismicidad.[2]

Las fuerzas exógenas son el resultado de la acción de los elementos. Esculpen, o hacen una escultura de grandes unidades geológicas o morfológicas, creadas por la acción de fuerzas endógenas.

### Factor material
Un factor material significa un macizo rocoso con ciertas características, sobre el cual actúan fuerzas. Las formas de relieve se forman bajo la acción de fuerzas en el macizo rocoso. Por lo tanto, sufre cambios. Considerando el papel pasivo en la formación del relieve, el agente material es denotado por el término paciencia.
Las características del macizo rocoso, sobre el que actúa un conjunto de fuerzas, viene determinada por su estructura geológica. Este término determina el macizo rocoso de tres formas: por composición (litología), por relaciones espaciales de sus elementos ( ensamblaje ) y por relaciones cronológicas (edad).
Desde el aspecto geomorfológico, solo la composición litológica y el ensamblaje del macizo rocoso son importantes para la formación y desarrollo del relieve. Dado que los procesos de formación y desarrollo del relieve son, por regla general, significativamente más jóvenes que el tiempo de formación del macizo rocoso, la edad de la roca no es aquí de importancia primordial. Por factor material del relieve se entiende un macizo rocoso de cierta composición litológica y conjunto.
El tipo de proceso y su intensidad, y por tanto las formas que se crearán, dependen de la estructura geológica del material rocoso en el que se forman los accidentes geográficos.

### Factor tiempo
El tercer factor importante en la formación del relieve es el tiempo. Las fuerzas actúan permanentemente sobre el macizo rocoso. Al mismo tiempo, los existentes se destruyen constantemente y se crean nuevas formas. Hay, por tanto, un constante cambio de relieve en el tiempo. El relieve contemporáneo se puede definir cronológicamente como un punto en una curva, que se dibuja en función del tiempo.

## Accidentes geográficos y agentes de erosión

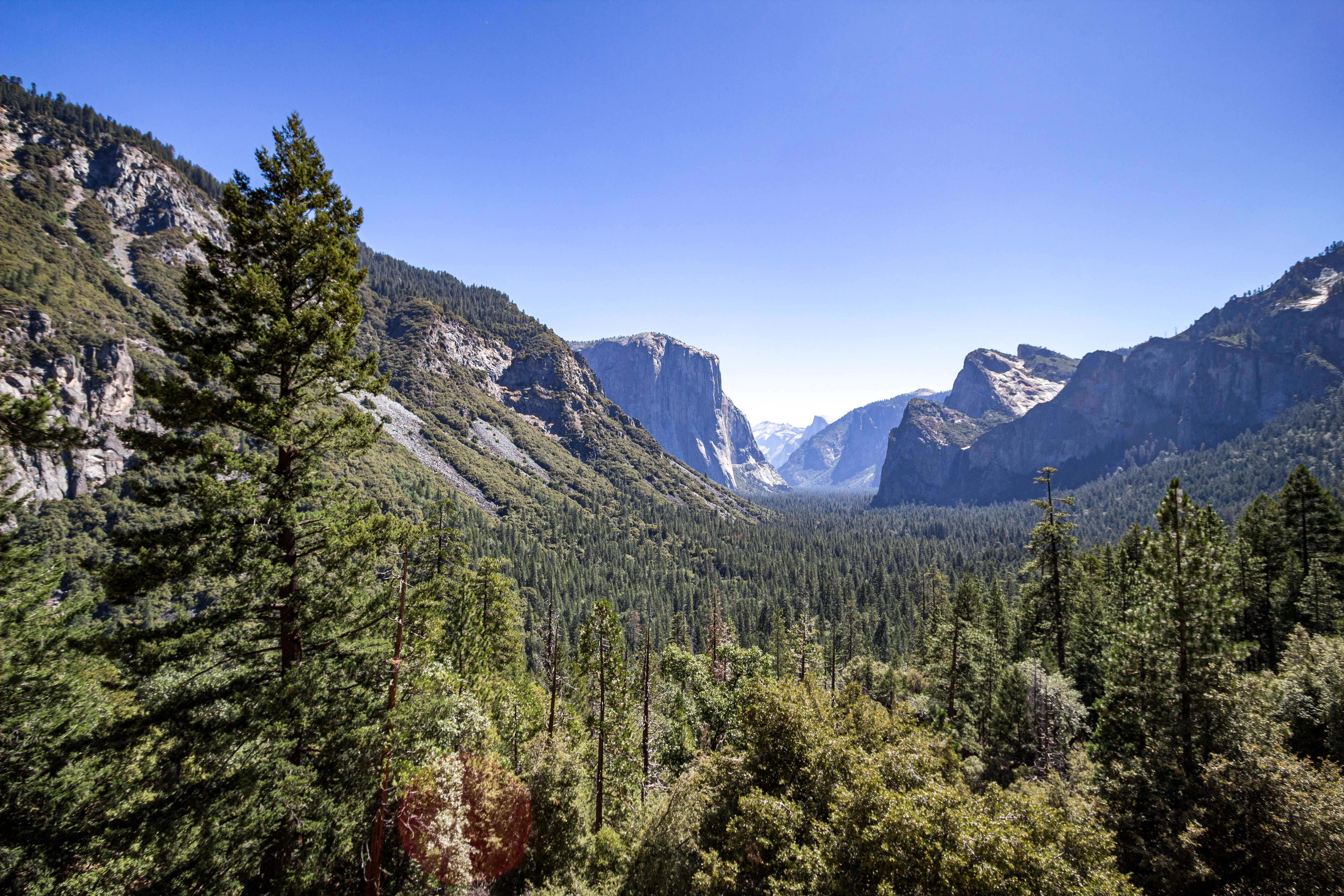
Fotografía de un paisaje de alta montaña y un valle rodeado de acantilados de granito, Valle Glacial de Yosemite, California, Estados Unidos.

Comúnmente en el contexto de la geomorfología dinámica, ciertos patrones están vinculados a un agente de erosión. Por tanto, existen varios tipos principales. A continuación se muestran algunos ejemplos:
- el patrón glaciar es el resultado de la erosión provocada por un glaciar; aquí hay ejemplos: morrena, drumlin, kame, esker, valle glaciar, circo glaciar, hombro glaciar, etc.
- el patrón fluvial corresponde a la acción del agua corriente;
- el patrón del viento está ligado a la acción del viento;
- Los llamados patrones antropogénicos son consecuencia de determinadas actividades humanas.

## Accidentes geográficos y sistemas de erosión
El término accidente geográfico también se relaciona con la geomorfología climática. De hecho, se observa el predominio de modelos poligénicos identificables a escala zonal. Distinguimos:
- los accidentes de regiones tropicales cálidas y húmedas;[9]
- los accidentes de regiones cálidas y áridas.

Sin embargo, existen accidentes azonales vinculados a sistemas de erosión; este es el caso de los patrones costeros donde intervienen varios agentes de erosión como el mar y el viento. Esto no excluye variaciones zonales.

## Accidentes geográficos y tipos de rocas
La geógrafa francesa Annie Reffay (jubilada en 2007) destaca que existen “patrones característicos de ciertas rocas” Fernand Joly conserva las siguientes categorías: accidentes geográficos ligados a las areniscas, accidentes geográficos kársticos, accidentes geográficos arenosos, accidentes geográficos en rocas plásticas. Los modelos kársticos se refieren a rocas tan diferentes como calizas y cuarcitas. También son agentes de erosión (disolución de rocas).

## Impacto del estudio de los accidentes geográficos y la geomorfología
Su impacto radica en varios aspectos:
- Cartografía geológica: La geomorfología sirve para identificar y mapear diferentes accidentes geográficos y sus características geológicas asociadas[12]
- Evaluación de riesgos naturales: Este estudio permite predecir el riesgo de desastres naturales como deslizamientos de tierra, inundaciones y terremotos[12]
- Planificación urbana: Ayuda en la toma de decisiones sobre el uso del suelo y el desarrollo de infraestructuras[12]

El estudio de los accidentes geográficos y la geomorfología es fundamental para comprender la formación y evolución del paisaje terrestre, así como para la gestión de riesgos naturales y la planificación del territorio.

## Desarrollos recientes
Las formas del terreno se pueden extraer de un modelo digital de elevación (DEM) utilizando algunas técnicas automatizadas en las que los datos se han recopilado mediante satélites modernos y cámaras de vigilancia aérea estereoscópica.. Hasta hace poco, la recopilación de los datos que se encuentran en dichos conjuntos de datos requería técnicas costosas y que consumían mucho tiempo y muchas horas de trabajo. Los DEM más detallados disponibles se miden directamente utilizando técnicas LIDAR.

## Puntos extremos de la superficie
Dado que la Tierra no tiene exactamente la forma de una esfera o de un elipsoide, el punto de la superficie más cercano al centro de la Tierra no se encuentra en la Fosa Mariana, que es el punto más profundo en relación con el nivel del mar, sino que está situado a una distancia de unos 6.353 km) se especula expertamente que se encuentra en algún lugar del fondo del Océano Ártico de 4 kilómetros de profundidad, cerca del Polo Norte Geográfico. Ni siquiera la cima del Monte Everest, que es el punto más alto de la superficie sobre el nivel del mar (8.848 m), es el punto más alejado de la superficie del centro del planeta. Se trata de la cima del volcán Chimborazo, en Ecuador, que tiene 6.267 metros de altura y se encuentra a 6.384,4 kilómetros del centro del planeta.

## Tipos
- Llanura, meseta, montañas
- Formaciones rocosas

### Por inclinación
- Acantilado
- Barranco
- Colina
- Duna
- Cuenca
- Cuesta
- Cerro
- Llanura
- Meseta
- Montaña
- Monte
- Sierra
- Valle glaciar

### Accidentes costeros
| - Acantilado - Acuífero - Archipiélago - Arco natural - Arroyo - Atolón - Bahía - Barra | - Cascada - Cabo - Ciénaga - Cuenca - Cueva | - Duna costera - Delta - Dique - Golfo - Isla - Islote - Istmo - Lago - Laguna - Laguna costera - Manantial - Nevado | - Mar - Meandro - Oasis - Océano | - Pantano - Península - Playa - Río - Valle |

### Accidentes montañosos y glaciares
- Cima
- Glaciar
- Iceberg
- Valle

### Accidentes volcánicos
- Volcán
- Supervolcán
- Caldera volcánica
- Cueva volcánica
- Fuente hidrotermal
- Tubo de lava